# لطائف البيان في رسم القرآن شرح مورد الظمآن (كتاب)
كتاب لطائف البيان شرح مورد الظمآن في رسم القرآن من الكتب المهمة لمن له عناية بالقرآن وفنونه عموما، ولطلبة القراءات وعلومه على وجه الخصوص، وأصله منظومة مورد الظمآن في رسم أحرف القرآن الكريم، تأليف: محمد بن محمد الشريشي الشهير بالخراز (ت 718 هـ).
ومن مميزات الكتاب: أنه شرح لمنظومة مورد الظمآن التي أقبل عليها الناس، واعتنى بها أهل العلم في الأمصار، وجمع مؤلف النظم المشروح الخراز ما ذكره علماء الرسم في الكتب المتقدمة من أمثال الداني وأبي داوود، وهو شرح مدرسي يناسب طلبة معهد القراءات في الأزهر وغيره.
ومنهجه في الكتاب: أنه جعله موجز اللفظ، سهل العبارة، واضح الأسلوب، حرص على الاختصار.

## الكتاب ومؤلفه
اسم الكتاب: لطائف البيان شرح مورد الظمآن في رسم القرآن.
مؤلفه: أحمد محمد أبو زيتحار، وهو مدرس القراءات بمعهد القراءات بالأزهر الشريف، وهو مقرئ مصري من مدينة دمنهور في مصر، كان حيًّا سنة 1953م، وله عدة مؤلفات، منها: لطائف البيان في رسم القرآن.
سبب تأليفه: ذكر المؤلف سبب التأليف، وهو أنه أراد أن يقدمه إلى كل من له عناية بالقرآن وفنونه عموما، ولطلبة معهد القراءات على وجه الخصوص، وقد قررت مشيخة الأزهر اعتماد هذا الكتاب، وتدريسه على طلاب القسم الثانوي لمعهد القراءات.

## أصل الكتاب
منظومة مورد الظمآن في رسم أحرف القرآن الكريم، تأليف: محمد بن محمد الشريشي الشهير بالخراز (ت 718 هـ) أصله من شريش بالأندلس، وسكن في مدينة فاس إلى وفاته، وكان إماما في قراءة نافع، وهذه المنظومة مع منظومة الشاطبي عقيلة أتراب القصائد في أسنى المقاصد، من أهم مؤلفات رسم القرآن على الإطلاق، وقد جعل الخراز الرسم على وفق قراءة نافع فيما يخص علاقة القراءة بالرسم من حذف وغيره، وكذلك في الاختلاف في رسم الحروف.

## وسبب تميز هذه المنظومة
أنها جامعة لما جاء في أهم كتب الرسم العثماني المتقدمة، فمصادر الخراز في منظومته: المقنع في رسم مصاحف الأمصار لأبي عمرو الداني، وعقيلة أتراب القصائد في أسنى المقاصد للشاطبي، والتنزيل لأبي داود سليمان بن نجاح، والمنصف لعلي بن محمد المرادي، والذي نظم فيه ما أخذه من أستاذه ابن لب القيسي، وشيخه محمد بن أحمد المغامي، من طبقة أبي داود، وروى عن أبي عمرو الداني، وأبي محمد مكي، حتى أقبل الناس عليها، وتركوا كتب الرسم السابقة لها، وعدد أبياتها (450) بيتا.

## أهمية كتاب لطائف البيان وأبرز مميزاته
1 - أنه شرح لمنظومة مورد الظمآن التي أقبل عليها الناس، واعتنى بها أهل العلم في الأمصار.
2 – جمع مؤلف النظم المشروح الخراز ما ذكره علماء الرسم في الكتب المتقدمة من أمثال الداني وأبي داوود.
3 - شرح مدرسي يناسب طلبة معهد القراءات في الأزهر وغيره.

## منهجه في الكتاب
1 - موجز اللفظ.
2 - سهل العبارة.
3 - واضح الأسلوب.
4 - شرح النظم باختصار دون ذكر عبارات (أخبر) أو (أمر).
5 - يذكر السور عند ذكر الكلمات التي ورد فيها الحذف والإثبات.
6 - قد يذكر خلاصة الشرح عند الانتهاء منه تثبيتا للذهن.
7 - إذا ذكر الناظم مرسوم المصحف وفق قراءة نافع فإنه ينقل في نهاية كل ربع ما تضمنه نظم الإعلان لابن عاشر، مما اختلف فيه رسوم المصاحف، مع بيان وجيز؛ حتى لا يبحث القارئ في غير هذا الكتاب.

## طبعات الكتاب
1- لطائف البيان في رسم القرآن شرح مورد الظمآن، أحمد محمد أبو زيتحار، طبعة قديمة من جزئين: الجزء الأول طبع عام 1969م، والجزء الثاني طبع عام 1970م، وطبعته مطبعة محمد علي صبيح وأولاده بالأزهر بمصر.
2 – لطائف البيان في رسم القرآن شرح مورد الظمآن، طبعة مصورة عن الطبعة الأولى من مطبعة الأزهر، دار الظاهرية، 1953م، بدون تحقيق.
3 - لطائف البيان في رسم القرآن شرح مورد الظمآن أحمد محمد أبو زيتحار، تحقيق: محمد عبد اللطيف الهواري – علي محمد توفيق النحاس، دار ابن كثير للنشر والتوزيع.
4 - لطائف البيان في رسم القرآن شرح مورد الظمآن، أحمد محمد أبو زيتحار، تحقيق: جمال الدين محمد شرف، دار الصحابة بطنطا.